# Украинское общество охраны птиц
Украинское общество охраны птиц (укр. Українське товариство охорони птахів) — национальная общественная некоммерческая организация, целью которой является сохранение видового разнообразия, численности и мест обитания диких птиц на территории Украины. Основана украинскими орнитологами при поддержке Голландского общества охраны птиц в апреле 1994 года, как первая неправительственная организация по охране птиц на Украине. Членская сеть состоит из индивидуальных членов (около 2000), 24 региональных отделений и 56 местных групп.
Одна из самых массовых и активных подобных организаций в стране. Цель организации — предупредить уменьшение численности и исчезновение птиц, поддерживать многообразие их видов в природе путём сохранения, охраны ключевых экосистем, которые являются определяющими для птиц, усиление роли общества в природоохранных мероприятиях. Руководящим органом украинского общества охраны птиц является Съезд членов, принимающий стратегию и основные направления деятельности организации. В период между съездами Обществом руководит избранная Рада, текущую работу выполняет Секретариат.
Украинское общество охраны птиц — партнер BirdLife International.
С 1996 года Общество внедряет IBA программу во всех регионах Украины, опираясь на сети IBA координаторов и IBA наблюдателей. Программа предусматривает ряд мероприятий: проведение исследований и сбор данных о территорий, осуществление менеджмента территорий, организацию образовательных кампаний, сотрудничество с правительственными структурами, что способствует предоставлению национального и международного природоохранного статуса экологически ценным территориям. В ходе неё была подготовлена и издана книга «IBA территории Украины — территории, важные для сохранения видового разнообразия и количественного богатства птиц».
Украинским обществом охраны птиц публикуется журнал «Птах» (рус. Птица), который выходит 4 раза в год и распространяется среди членов Общества. На страницах журнала публикуются статьи о жизни птиц и их охране, о природоохранных проблемах Украины и мира, информация о деятельности Общества и партнерства BirdLife International, а также новости, итоги акций и проектов, внедряемых Обществом. Традиционно обложку журнала иллюстрирует художник Игорь Землянский.
В 2016 году Украинское сообщество охраны птиц при поддержке Франкфуртского зоологического общества (Frankfurt Zoological Society) начало социальную компанию «Сохранение карпатских лесов», направленную на сохранение лесов Украинских Карпат. Компанию поддержала украинская певица Руслана.

### Публикации об Обществе
- Українське товариство охорони птахів відновить прісні озера у дельті Дніпра та поверне туди рожевого пелікана  (укр.)
- Мінприроди підписало тристоронній меморандум щодо відновлення водойм на Півдні України  (укр.)